# Dolerosaurus
Dolerosaurus is een geslacht van uitgestorven diapsiden bekend uit de bovenste Lunz-formatie uit het vroege Laat-Trias van Oostenrijk. Dolerosaurus werd voor het eerst benoemd in 2013 door Richard J. Butler en de typesoort is Francosuchus trauthi.

## Ontdekking en naamgeving
In 1939 benoemde Friedrich von Huene de nieuwe soort Francosuchus trauthi op basis van een klein fragment van het rostrum. De soortaanduiding eert Friedrich Trauth. Het holotype NHMW 1905 VII 52 werd bij Lunz am See gevonden tijdens het uitgraven van een waterpijpleiding voor Wenen. Het bestaat uit een middendeel van een snuit.
De soort werd in 1976 door Westphal naar Paleorhinus verwezen, als een ondergeslacht Paleorhinus (Francosuchus). In 1992 maakte George Olshevsky er een Paleorhinus trauthi van. In 2013 werd het door Butler omgedoopt tot het nieuwe geslacht Dolerosaurus. De naam bevat het Oudgrieks doleros, 'bedrieglijk', omdat Butler ontdekte dat het eerst fout geclassificeerd was.

## Beschrijving
Helaas kan er heel weinig over Dolerosaurus worden gezegd, aangezien het fossiel van het holotype zo klein is (ongeveer vijf centimeter lang) en de bekende overblijfselen zo schaars zijn. 

## Fylogenie
Dolerosaurus werd in 1939 naar de Phytosauria verwezen, maar na daaropvolgende analyses in 2013 werd het opnieuw geclassificeerd als een basale diapside.